# Wendelin Degen
Wendelin Degen (* 11. August 1932; † 2015) war ein deutscher Mathematiker, der sich insbesondere mit Differentialgeometrie und Numerischer Mathematik befasste sowie von 1967 bis 1999 Professor für Mathematik an der Universität Stuttgart war.

## Leben
Wendelin Degen absolvierte ein Mathematikstudium an der Albert-Ludwigs-Universität Freiburg und legte 1957 das Staatsexamen ab. Er schloss dort am 12. Juni 1958 seine Promotion zum Doktor der Naturwissenschaften (Dr. rer. nat.) am Lehrstuhl von Gerrit Bol mit der Dissertation „Geschlossene Laplace-Ketten der Periode fünf im dreidimensionalen Projektiven Raum und ihre n-dimensionalen Verallgemeinerungen“ ab. Am 10. Mai 1962 erfolgte an der Universität Freiburg seine Habilitation mit der Habilitationsschrift „Zur projektiven Differentialgeometrie der Flächen, die von einer einparametrigen Schar von Kegelschnitten erzeugt werden“. Daraufhin nahm er 1963 zunächst eine Tätigkeit als Wissenschaftlicher Rat an der Universität Karlsruhe, ehe er am 1. Oktober 1967 den Ruf auf eine Professur für Mathematik an der Universität Stuttgart übernahm und dort bis zu seiner Emeritierung 1999 lehrte, wobei er zugleich Mitglied zahlreicher Gremien der Universität wie der Senatskommission für das Studium Generale und des Senatsausschusses Lehre war. Während seiner dortigen Lehrtätigkeit befasste er sich insbesondere mit Differentialgeometrie sowie Numerischer Mathematik und betreute er 15 Promotionen.
Gemeinsam mit Klaus Böhmer veröffentlichte Degen „Gelöste Aufgaben zur Differentialrechnung und Integralrechnung“, das 1970 und 1971 in zwei Bänden erschien. Er war zudem seit 1974 Mitherausgeber der Fachzeitschrift „Mathematik für das Lehramt an Gymnasien“. 1976 veröffentlichte er mit Lothar Profke „Grundlagen der affinen und euklidischen Geometrie“ heraus, in der diese sich mit zahlreichen Themen wie Affine Translationsebene, Dilatation, Euklidischer Körper, Fano-Axiom, Höhenschnittpunkt, Hyperebene, Isotopie, Kollineation, Kongruenzabbildung, Parallelprojektion, Parallelverschiebung, Präeuklidische Ebene, Projektive Ebene, Projektivität, Pythagoreischer Körper, Satz von Desargues, Seiteneinteilung, Spiegelung, Strahlensatz, Ternärkörper und Winkelhalbierende befassten. 1989 wurde er korrespondierendes Mitglied der Accademia Peloritana dei Pericolanti in Messina.

## Veröffentlichungen
Wendelin Degen verfasste rund 50 Aufsätze für Fachzeitschriften sowie verschiedene Fachbücher. Zu seinen Werken gehören:
- Geschlossene Laplace-Ketten der Periode fünf im dreidimensionalen Projektiven Raum und ihre n-dimensionalen Verallgemeinerungen, Dissertation, Universität Freiburg, 1958
- Zur projektiven Differentialgeometrie der Flächen, die von einer einparametrigen Schar von Kegelschnitten erzeugt werden, Habilitation, Universität Freiburg, 1962
- Gelöste Aufgaben zur Differentialrechnung und Integralrechnung, 2 Bände, Mitautor Klaus Böhmer, 1970/1971
- Grundlagen der affinen und euklidischen Geometrie, Mitautor Lothar Profke, Stuttgart 1976, ISBN 978-3-519-02751-5
- High accurate rational rational approximation of parametric curves, („Hochpräzise rationale Approximation parametrischer Kurven“), in: CAGD 10, 1993
- On the Origin of supercyclides, („Über den Ursprung der Supercyclide“), in: The Mathematics of Surfaces, VIII, 1998
- Approximation of parametric surfaces, („Approximation parametrischer Flächen“), in: Journal of Approximation Theories, 99, 99

## Hintergrundliteratur
- Kürschners Deutscher Gelehrten-Kalender 2007, Band I (A–H), K. G. Sauer, München 2007, ISBN 3-598-23616-6, S. 574